# گمینا یابوونووو پومورسکیه
گمینا یابوونووو پومورسکیه (به لهستانی:  Gmina Jabłonowo Pomorskie) یک گمینا در لهستان است که در شهرستان برودنیتسا واقع شده‌است. گمینا یابوونووو پومورسکیه ۱۳۴٫۳۶ کیلومتر مربع مساحت و ۹٬۱۲۱ نفر جمعیت دارد.